# مقاطعة راغستان
مقاطعة راغستان (بالفارسية: ولسوالی راغستان) هي واحدة من 28 مقاطعة من ولاية بدخشان في شرق أفغانستان. تقع راغ في الجزء الشمالي الغربي من الولاية، وهي موطن لحوالي 44004 من السكان. العاصمة هي زيركي .
من الخصائص المميزة لراغستان أن جميع سكانها هم من الناطقون باللغة الفارسية - الدارية. الحدود راغستان في طاجيكستان وعلى يفتل بالا، يفتل سفلى، خواهان، كوف آب، ميماي، شغنان، أرغنج خواه، و شهري بوزورغ وهي مقاطعات بدخشان.
الأنهار البارزة في راغستان هي أنهار ياوان وروينج وسياب داشت ودو دارا وراهي دارا. لا يوجد سوى عدد قليل من المدارس في راغ ؛ معظم الناس مشغولون بأنشطة الزراعة وتربية الحيوانات.